# Orivesi vasútállomás
Orivesi vasútállomás Finnországban, Orivesi településen található.

## Vasútvonalak
Az állomást az alábbi vasútvonalak érintik:
- Orivesi–Jyväskylä-vasútvonal
- Tampere–Haapamäki-vasútvonal

## Kapcsolódó állomások
A vasútállomáshoz az alábbi állomások vannak a legközelebb: